# Mateusz Kamiński
Mateusz Kamiński est un céiste polonais pratiquant la course en ligne et le marathon.

## Palmarès

### Championnats du monde
- 2015 à Milan, (Italie)
  -  Médaille de bronze en C-1 5000 m

- 2011 à Singapour
  -  Médaille de bronze en C-2 marathon

### Championnats d'Europe de canoë-kayak marathon
- Championnats d'Europe 2011 à Saint-Jean-de-Losne (France)
  -  Médaille de bronze en C-2 marathon